# 進軍歌
ベトナムの国歌では、主にベトナム民主共和国（北ベトナム）やベトナム社会主義共和国の国歌である進軍歌（しんぐんか、ベトナム語: Tiến Quân Ca / 進軍歌）を紹介する。ベトナム国、1955年から1975年まで存在した国家のベトナム共和国、南ベトナム共和国の国歌については南ベトナムの国歌で紹介している。
進軍歌（しんぐんか、ベトナム語：Tiến Quân Ca / 進軍歌、ティエン・クアン・カ）とは、ベトナム社会主義共和国の国歌である。

## 概要
ヴァン・カオが、ベトミン（ベトナム独立同盟会）の団体歌（軍歌）として1944年に作詞作曲し、1945年にベトナム民主共和国（北ベトナム）が成立すると、その国歌として採用された。1976年の南北ベトナム統一（ベトナム社会主義共和国の発足）後も、そのまま「進軍歌」が国歌として流用され、現行のベトナム社会主義共和国憲法では「進軍歌」がベトナム社会主義共和国の公式な国歌であると明記されている（第1章第13条第3項）。ただし、「進軍歌」は本来2節あるが、その内の1節目のみが公式の国歌とされている。
なお、北ベトナムから強い指導を受けていた南ベトナム共和国の国歌「南部解放」も、解放戦線の団体歌（軍歌）となっていた。

## 歌詞
当初第1節5行目は、"Thề phanh thây uống máu quân thù" （ハンノム：誓抨屍㕵𧖱軍讐「不倶戴天の敵を皆殺しし、その血を飲む」）であったが、野蛮な印象を払拭する為に1955年の国会第1期第5回会議で変更された。